# 陽介仁
陽 介仁（ヤン・ジーレン、1959年9月16日 - ）は、台湾台東市出身の元プロ野球選手（投手）。右投右打。

## 経歴
台湾原住民のアミ族の出身。中国文化大学卒業後、台湾空軍のアマチュアチームを経て、1984年にアマチュアチームとして設立された兄弟飯店（現在の中信兄弟）の創設時メンバーとして名を連ねた。
その後、1985年末に林易増らとともに来日し、日本の社会人野球チーム阿部企業へ入団。主戦投手として活躍し、翌1986年には林易増や岡本透（川崎製鉄水島からの補強選手）らと共に第57回都市対抗野球大会に出場し、初出場でベスト8の成績を残す。続いて第13回社会人野球日本選手権大会にも出場し、こちらも初出場ながら決勝で中西親志を擁するNTT東海に敗れたものの準優勝の成績を残し、陽も敢闘賞を受賞したほか大会優秀選手として表彰を受けた。
阿部企業では1990年までプレーし、この間の1988年には同年の第30回IBAFワールドカップおよびソウルオリンピックの野球中華民国代表にも選出されている。
1990年シーズンオフに台湾に戻り、味全ドラゴンズと契約してCPBL入り。ルーキーイヤーとなった1991年は7月19日の対三商タイガース戦（台北市立野球場）においてCPBL史上初のノーヒットノーランを達成するなど、19試合に登板し8勝0敗の成績で勝率王（勝率一位）のタイトルを獲得した。
しかし、1995年頃に膝の負担を軽減するため投球フォームをアンダースローからサイドスローに改めたことを境に成績が低下し出場数が激減。1998年には投手コーチ兼任となったが試合出場はなく、同年限りで一度現役を引退した。同年の台湾シリーズでは、対戦相手の興農ブルズの主軸打者で同年圧倒的な打撃成績を残していたジェイ・カークパトリックを徹底した分析対策で封じ込め、チームの台湾シリーズ制覇に貢献した。
同年シーズンオフに味全を退団し、興農へ移籍。1999年シーズンも引き続き投手コーチを務めていたが、深刻な投手不足に陥っていた同年10月に突如現役復帰を宣言。10月14日の対三商戦（新荘体育場野球場）で先発登板し、6回途中6失点（自責点2）の成績を残した。
翌2000年シーズンより正式に現役復帰し、主に救援投手として出場した。現役復帰後は再び腕の位置を下げたアンダースローの投球フォームで投球していた。2001年シーズンまでプレーした後に再度現役を引退し、現在は地元で野球指導者として活動している。

## プレースタイル・人物
アンダースローの投球フォームから投じるスライダーやシンカーを武器とした。また、1991年シーズンに左翼手として1試合、1995年シーズンに三塁手として3試合・遊撃手として1試合の出場経験がある。
陽耀勲（元福岡ソフトバンクホークス→Lamigoモンキーズ→楽天モンキーズ）・陽品華（改名前は「陽耀華」・元長崎セインツ→愛媛マンダリンパイレーツ）・陽岱鋼（改名前は「陽仲壽」・オイシックス新潟アルビレックスBC）の3兄弟および、陽森（元誠泰コブラズ→統一ライオンズ）は甥（兄の子）にあたる。また、陽建福・張泰山・張奕などが遠戚にあたる。
味全時代はルーキーイヤーの1991年シーズンに三商タイガース相手に前述のノーヒットノーラン含め7勝負けなしの圧倒的な対戦成績を誇ったことから、「打虎英雄」のニックネームがあった。

## 詳細情報

### 年度別投手成績
| 年 度      | 球 団      | 登 板 | 先 発 | 完 投 | 完 封 | 無 四 球 | 勝 利 | 敗 戦 | セ 丨 ブ | ホ 丨 ル ド | 勝 率 | 打 者 | 投 球 回 | 被 安 打 | 被 本 塁 打 | 与 四 球 | 敬 遠 | 与 死 球 | 奪 三 振 | 暴 投 | ボ 丨 ク | 失 点 | 自 責 点 | 防 御 率 | W H I P |
| ---------- | ---------- | ----- | ----- | ----- | ----- | -------- | ----- | ----- | -------- | ----------- | ----- | ----- | -------- | -------- | ----------- | -------- | ----- | -------- | -------- | ----- | -------- | ----- | -------- | -------- | ------- |
| 1991       | 味全       | 19    | 12    | 4     | 3     | 0        | 8     | 0     | 1        | --          | 1.000 | 406   | 97.1     | 106      | 9           | 21       | 1     | 2        | 34       | 0     | 0        | 47    | 41       | 3.79     | 1.31    |
| 1992       | 味全       | 26    | 11    | 2     | 0     | 1        | 4     | 6     | 2        | --          | .400  | 491   | 112.0    | 129      | 16          | 35       | 3     | 2        | 52       | 1     | 0        | 62    | 56       | 4.50     | 1.46    |
| 1993       | 味全       | 29    | 18    | 6     | 2     | 1        | 10    | 6     | 1        | --          | .625  | 674   | 166.0    | 142      | 8           | 38       | 2     | 6        | 71       | 1     | 1        | 51    | 47       | 2.55     | 1.08    |
| 1994       | 味全       | 31    | 16    | 4     | 1     | 0        | 8     | 10    | 1        | --          | .444  | 580   | 138.2    | 149      | 13          | 29       | 1     | 1        | 35       | 0     | 0        | 65    | 52       | 3.38     | 1.28    |
| 1995       | 味全       | 12    | 7     | 1     | 0     | 0        | 1     | 4     | 0        | --          | .200  | 194   | 40.0     | 57       | 6           | 18       | 3     | 2        | 12       | 1     | 0        | 37    | 30       | 6.75     | 1.88    |
| 1996       | 味全       | 3     | 1     | 0     | 0     | 0        | 0     | 1     | 0        | --          | .000  | 20    | 3.2      | 8        | 1           | 2        | 0     | 0        | 3        | 0     | 0        | 5     | 4        | 9.82     | 2.73    |
| 1997       | 味全       | 2     | 0     | 0     | 0     | 0        | 0     | 0     | 0        | --          | --    | 10    | 2.0      | 4        | 0           | 0        | 0     | 1        | 1        | 0     | 0        | 1     | 1        | 4.50     | 2.00    |
| 1999       | 興農       | 1     | 1     | 0     | 0     | 0        | 0     | 1     | 0        | --          | .000  | 26    | 5.2      | 8        | 0           | 2        | 1     | 0        | 0        | 0     | 0        | 6     | 2        | 3.18     | 1.76    |
| 2000       | 興農       | 33    | 1     | 0     | 0     | 0        | 3     | 6     | 3        | --          | .333  | 261   | 58.2     | 66       | 2           | 27       | 1     | 3        | 40       | 3     | 0        | 30    | 22       | 3.38     | 1.59    |
| 2001       | 興農       | 34    | 8     | 1     | 0     | 0        | 4     | 6     | 0        | --          | .400  | 324   | 75.1     | 84       | 6           | 21       | 0     | 3        | 43       | 1     | 1        | 38    | 28       | 3.35     | 1.39    |
| 通算：11年 | 通算：11年 | 190   | 75    | 18    | 6     | 2        | 38    | 40    | 8        | --          | .487  | 2986  | 699.1    | 753      | 61          | 193      | 11    | 20       | 292      | 7     | 2        | 342   | 283      | 3.64     | 1.35    |

- 各年度の赤太字はリーグ歴代最高、太字はリーグ最高

### タイトル
- 勝投王（勝率一位）：1回（1991年）

### 表彰
- 月間MVP：1回（投手部門：1991年7月）

### その他の記録
- ノーヒットノーラン : 1991年7月19日、対三商タイガース戦（台北市立野球場（中国語版）） ※CPBL史上初
- 開幕投手 : 1回（1995年）

### 背番号
- 15（1991年 - 2001年）

### 代表歴
- 第30回IBAFワールドカップ 中華民国代表
- 1998年ソウルオリンピック 野球中華民国代表